# تغيير نمط الحياة العلاجي (علاج الاكتئاب)
يُعد تغيير نمط الحياة العلاجي علاجًا للاكتئاب، وقد طوره الدكتور ستيفن إيلاردي وعدد من طلاب الدراسات العليا في جامعة كانساس. يعتمد هذا البرنامج على ستة تغييرات في نمط الحياة، وهو خالٍ من الأدوية. وقد وُجد أن هذا البرنامج علاج فعال للاكتئاب، حيث يُظهر ما بين 70% و75% من المرضى انخفاضًا ملحوظًا في أعراض الاكتئاب.

## خلفية عنه
صرحت منظمة الصحة العالمية أن الاكتئاب هو السبب الرئيسي للإعاقة في جميع أنحاء العالم ومساهم رئيسي في العبء العالمي للأمراض. وصف ستيفن إيلاردي الاكتئاب بأنه "مرض الحضارة"، قائلاً "لم نكن مصممين أبدًا لحياة العصر الحديث المستقرة، والمكوث في المنزل، والحرمان من النوم، والعزلة الاجتماعية، والوجبات السريعة، والوتيرة المحمومة".
كما صرح بأن تزايد انتشار الاكتئاب يعود بشكل كبير إلى أنماط الحياة غير الصحية، وخاصةً بين سكان الدول المتقدمة. ويستشهد بأبحاث أثبتت أن انتشار الاكتئاب أقل بكثير في أجزاء من العالم حيث لا يزال الناس يعيشون أنماط حياة تقليدية.

## مكوناته
يتكون هذا البرنامج من ستة تغييرات في نمط الحياة والتي تشمل:
- زيادة استهلاك الأحماض الدهنية أوميغا 3.
- ممارسة الهوايات المفيدة لمنع التفكير المتكرر.
- ممارسة النشاط البدني.[7]
- تلقي التعرض لأشعة الشمس.
- البقاء على اتصال اجتماعي.
- الحصول على ما لا يقل عن 8 ساعات من النوم كل ليلة.

## الفعاليات
في كتابه "علاج الاكتئاب: برنامج من ست خطوات للتغلب على الاكتئاب بدون أدوية"، يستشهد إيلاردي بتحليل إحصائي أجراه كيرش عام 2002، والذي وجد أن ما يقرب من نصف مرضى الاكتئاب لن يشهدوا انخفاضًا ملموسًا في أعراض الاكتئاب بعد استخدام مضادات الاكتئاب. وبالمقارنة، لاحظ 70% -75% من المرضى الذين عولجوا باستخدام هذا البرنامج، لاحظوا انخفاضًا ملحوظًا في أعراض الاكتئاب (يُشار إليه بانخفاض الأعراض بنسبة 50% على الأقل).